# Écardenville-la-Campagne
Ecardenville-la-Campagne – miejscowość i gmina we Francji, w regionie Normandia, w departamencie Eure.
Według danych na rok 1990 gminę zamieszkiwało 327 osób, a gęstość zaludnienia wynosiła 44 osoby/km² (wśród 1421 gmin Górnej Normandii Ecardenville-la-Campagne plasuje się na 588 miejscu pod względem liczby ludności, natomiast pod względem powierzchni na miejscu 504).